# Katie Boulter
Katie Boulter (* 1. August 1996 in Leicester) ist eine britische Tennisspielerin.

## Karriere
Boulter, die mit fünf Jahren mit dem Tennisspielen begann, spielt überwiegend auf Turnieren der ITF Women’s World Tennis Tour, bei der sie bislang sieben Einzel- und vier Doppeltitel gewinnen konnte.
4
Seit 2018 spielt sie für die britische Fed-Cup-Mannschaft; ihre Fed-Cup-Bilanz weist bislang 9 Siege bei 1 Niederlage aus.

## Persönliches
Katie Boulter ist seit Dezember 2024 mit dem australischen Tennisspieler Alex de Minaur verlobt.

## Turniersiege

### Einzel
| Nr. | Datum            | Turnier             | Kategorie      | Belag             | Finalgegnerin         | Ergebnis        |
| --- | ---------------- | ------------------- | -------------- | ----------------- | --------------------- | --------------- |
| 1.  | 11. Mai 2014     | Scharm asch-Schaich | ITF $10.000    | Hartplatz         | Eden Silva            | 4:6, 6:4, 7:5   |
| 2.  | 18. April 2016   | Scharm asch-Schaich | ITF $10.000    | Hartplatz         | Anastassija Pribylowa | 4:6, 6:3, 7:5   |
| 3.  | 2. April 2017    | Istanbul            | ITF $15.000    | Hartplatz (Halle) | Ayla Aksu             | 6:3, 3:6, 6:3   |
| 4.  | 23. April 2018   | Óbidos              | ITF $25.000    | Teppich           | Urszula Radwańska     | 4:6, 6:3, 6:3   |
| 5.  | 13. Mai 2018     | Fukuoka             | ITF $60.000    | Teppich           | Xenija Lykina         | 5:7, 6:4, 6:2   |
| 6.  | 13. Februar 2022 | Grenoble            | ITF W60        | Hartplatz (Halle) | Anna Blinkowa         | 7:62, 66:7, 6:2 |
| 7.  | 8. Januar 2023   | Canberra            | ITF W60        | Hartplatz         | Jodie Burrage         | 3:6, 6:3, 6:2   |
| 8.  | 18. Juni 2023    | Nottingham (1)      | WTA 250        | Rasen             | Jodie Burrage         | 6:3, 6:3        |
| 9.  | 3. März 2024     | San Diego           | WTA 500        | Hartplatz         | Marta Kostjuk         | 5:7, 6:2, 6:2   |
| 10. | 16. Juni 2024    | Nottingham (2)      | WTA 250        | Rasen             | Karolína Plíšková     | 4:6, 6:3, 6:2   |
| 11. | 18. Mai 2025     | Paris               | WTA Challenger | Sand              | Chloé Paquet          | 3:6, 6:2, 6:3   |

### Doppel
| Nr. | Datum             | Turnier             | Kategorie   | Belag     | Partnerin         | Finalgegnerinnen                  | Ergebnis  |
| --- | ----------------- | ------------------- | ----------- | --------- | ----------------- | --------------------------------- | --------- |
| 1.  | 23. November 2013 | Scharm asch-Schaich | ITF $10.000 | Hartplatz | Justine De Sutter | Natela Dsalamidse Julija Hnateyko | 6:4, 7:66 |
| 2.  | 3. Mai 2014       | Scharm asch-Schaich | ITF $10.000 | Hartplatz | Nina Stojanović   | Dong Xiaorong Pia König           | 6:4, 6:2  |
| 3.  | 11. Mai 2014      | Scharm asch-Schaich | ITF $10.000 | Hartplatz | Nina Stojanović   | Jekaterina Kljujewa Sofia Smagina | 6:2, 6:3  |
| 4.  | 18. Juli 2014     | Imola               | ITF $15.000 | Teppich   | Katy Dunne        | Anna-Giulia Remondina Lisa Sabino | 7:68, 6:3 |

## Karrierestatistik und Turnierbilanz

### Einzel
Die letzte Aktualisierung erfolgte nach dem WTA-Turnier in Nottingham 2025.
| Turnier                      | 2014      | 2015      | 2016      | 2017              | 2018              | 2019              | 2020              | 2021              | 2022              | 2023              | 2024      | 2025      | T / T       | S/N         | Sieg%       |
| ---------------------------- | --------- | --------- | --------- | ----------------- | ----------------- | ----------------- | ----------------- | ----------------- | ----------------- | ----------------- | --------- | --------- | ----------- | ----------- | ----------- |
| Australian Open              | –         | –         | –         | –                 | Q1                | 2                 | 1                 | 1                 | Q1                | Q2                | 2         | 2         | 0 / 5       | 3:5         | 38 %        |
| French Open                  | –         | –         | –         | –                 | Q1                | –                 | –                 | –                 | –                 | Q2                | 1         | 2         | 0 / 2       | 1:2         | 33 %        |
| Wimbledon                    | Q1        | –         | Q2        | 1                 | 2                 | –                 | n. a.             | 2                 | 3                 | 3                 | 2         | 2         | 0 / 7       | 8:7         | 53 %        |
| US Open                      | –         | –         | –         | Q3                | Q1                | –                 | –                 | 1                 | Q2                | 3                 | 2         |           | 0 / 3       | 3:3         | 50 %        |
| Indian Wells                 | –         | –         | –         | –                 | –                 | Q2                | n. a.             | Q1                | 1                 | Q2                | 1         | 3         | 0 / 3       | 1:3         | 25 %        |
| Miami                        | –         | –         | –         | –                 | 1                 | Q1                | n. a.             | 2                 | –                 | –                 | AF        | 1         | 0 / 4       | 3:4         | 43 %        |
| Madrid                       | –         | –         | –         | –                 | –                 | –                 | n. a.             | –                 | –                 | –                 | 2         | 2         | 0 / 2       | 2:2         | 50 %        |
| Rom                          | –         | –         | –         | –                 | –                 | –                 | –                 | –                 | –                 | –                 | 2         | 1         | 0 / 2       | 1:2         | 33 %        |
| Kanada                       | –         | –         | –         | –                 | 1                 | –                 | n. a.             | –                 | –                 | 2                 | AF        |           | 0 / 3       | 3:3         | 50 %        |
| Cincinnati                   | –         | –         | –         | –                 | –                 | –                 | –                 | –                 | –                 | Q1                | 1         |           | 0 / 1       | 0:1         | 0 %         |
| Peking                       | –         | –         | –         | –                 | 1                 | –                 | nicht ausgetragen | nicht ausgetragen | nicht ausgetragen | 2                 | 3         |           | 0 / 3       | 2:3         | 40 %        |
| Wuhan                        | –         | –         | –         | –                 | –                 | –                 | nicht ausgetragen | nicht ausgetragen | nicht ausgetragen | nicht ausgetragen | 1         |           | 0 / 1       | 0:1         | 0 %         |
| Olympische Spiele            | n. a.     | n. a.     | –         | nicht ausgetragen | nicht ausgetragen | nicht ausgetragen | nicht ausgetragen | –                 | n. a.             | n. a.             | 1         | n. a.     | 0 / 1       | 0:1         | 0 %         |
| Billie Jean King Cup         | –         | –         | –         | –                 | –                 | PO                | PO                | PO                | HF                | PO                | HF        | q         | 0 / 6       | 13:6        | 68 %        |
| Statistik                    | Statistik | Statistik | Statistik | Statistik         | Statistik         | Statistik         | Statistik         | Statistik         | Statistik         | Statistik         | Statistik | Statistik | S/N         | S/N         | Sieg%       |
| Turnierteilnahmen            | 24        | 1         | 23        | 24                | 26                | 11                | 9                 | 17                | 19                | 23                | 24        | 11        | Gesamt: 212 | Gesamt: 212 | Gesamt: 212 |
| Erreichte Finals             | 4         | 0         | 1         | 4                 | 3                 | 0                 | 1                 | 0                 | 1                 | 4                 | 3         | 1         | Gesamt: 22  | Gesamt: 22  | Gesamt: 22  |
| Gewonnene Titel              | 1         | 0         | 1         | 1                 | 2                 | 0                 | 0                 | 0                 | 1                 | 2                 | 2         | 1         | Gesamt: 11  | Gesamt: 11  | Gesamt: 11  |
| Hartplatz-Siege/-Niederlagen | 33:17     | 0:0       | 34:18     | 21:13             | 16:16             | 15:11             | 13:7              | 19:12             | 20:14             | 25:15             | 25:14     | 4:4       | 225:141     | 225:141     | 61 %        |
| Sand-Siege/-Niederlagen      | 1:1       | 0:1       | 0:0       | 0:0               | 0:1               | 0:0               | 1:1               | 5:1               | 0:0               | 1:1               | 3:6       | 8:4       | 19:16       | 19:16       | 54 %        |
| Rasen-Siege/-Niederlagen     | 2:4       | 0:0       | 4:4       | 6:6               | 8:5               | 0:0               | 0:0               | 4:2               | 9:4               | 10:4              | 8:3       | 2:2       | 53:34       | 53:34       | 61 %        |
| Teppich-Siege/-Niederlagen   | 3:1       | 0:0       | 0:0       | 13:4              | 12:2              | 0:0               | 0:0               | 0:0               | 0:0               | 4:0               | 0:0       | 0:0       | 32:7        | 32:7        | 82 %        |
| Gesamt-Siege/-Niederlagen    | 39:23     | 0:1       | 38:22     | 40:23             | 36:24             | 15:11             | 14:8              | 28:15             | 29:18             | 40:20             | 36:23     | 14:10     | 329:198     | 329:198     | 62 %        |
| Sieg%                        | 63 %      | 0 %       | 63 %      | 63 %              | 60 %              | 58 %              | 64 %              | 65 %              | 62 %              | 67 %              | 61 %      | 58 %      | Gesamt:     | Gesamt:     | 62 %        |
| Jahresendposition            | 411       | 889       | 368       | 199               | 100               | 352               | 365               | 148               | 124               | 58                | 24        |           | N/A         | N/A         | N/A         |

Zeichenerklärung: S = Turniersieg; F, HF, VF, AF = Einzug ins Finale / Halbfinale / Viertelfinale / Achtelfinale; 1, 2, 3 = Ausscheiden in der 1. / 2. / 3. Hauptrunde; KF (kleines Finale) = unterlegen im Spiel um Platz drei; RR = Round Robin (Gruppenphase); n. a. = nicht ausgetragen; a. K. = andere Kategorie; PO (Play-off) = Auf- und Abstiegsrunde im Billie Jean King Cup; K1, K2, K3 = Teilnahme in der Kontinentalgruppe I, II, III im Billie Jean King Cup.
Anmerkung: Diese Statistik berücksichtigt alle Ergebnisse im Einzel bei ITF- und WTA-Turnieren. Als Quelle dient die ITF-Seite der Spielerin. Dargestellt sind nur WTA-Turniere der Kategorie Tier I (bis 2008), die WTA-Turniere der Kategorien Premier Mandatory und Premier 5 (2009–2020) bzw. die WTA-Turniere der Kategorie 1000 (seit 2021).